# Marian Crișan
Marian Crișan, född 8 september 1976 i Solonta, är en rumänsk filmregissör och manusförfattare.
Han är särskilt inriktad på kortfilmer och dokumentärer. 2008 fick han internationell uppmärksamhet efter att filmen Megatron tilldelats Guldpalmen för bästa kortfilm. 2010 långfilmsdebuterade han med Morgen, som tilldelades fyra utmärkelser vid Internationella filmfestivalen i Locarno.
Crișan driver produktionsbolaget Rova Film som grundades 2005. Han har en kandidatexamen från Nationaluniversitetet för teater och filmkonst "Ion Luca Caragiale".

## Filmografi

### Långfilmer
- 2010: Morgen
- 2012: Rocker

### Kortfilmer
- 2006: Amatorul
- 2008: Megatron

### Dokumentärer
- 2008: Luni